# Dominika Strumilo
Dominika Strumilo (Sint-Niklaas, 26 dicembre 1996) è una pallavolista belga di origini polacche, schiacciatrice del Neptunes de Nantes.

## Carriera

### Club
Dominika Strumilo inizia la sua carriera durante la stagione 2013-14 militando nell'Asteríx Kieldrecht, essendone entrata a far parte delle giovanili nel 2012. Con il suo club, nell'arco di tre anni, vince complessivamente tre campionati belgi, tre Coppe del Belgio e la Supercoppa belga 2014.
Dopo avere raccolto i primi successi a livello nazionale, la pallavolista si trasferisce in Germania per disputare la 1. Bundesliga 2016-17 insieme alle campionesse uscenti del Dresdner. Al suo secondo anno nella squadra tedesca vince la Coppa di Germania, e terminata la stagione si unisce alle francesi del Vandœuvre Nancy per disputare la Ligue A 2018-19.
Per l'annata 2019-20 gioca nella Serie A2 italiana, ingaggiata dall'Olimpia Teodora, mentre nell'annata seguente si trasferisce in Turchia, partecipando alla Sultanlar Ligi con il Sarıyer, restando poi nel medesimo campionato anche nella stagione 2021-22, ma con lo Yeşilyurt. Nel campionato 2022-23 è di scena nella Volley League greca con l'Arīs Salonicco, che lascia nel dicembre 2022, andando a completare l'annata nella Ligue A francese con il Neptunes de Nantes.

### Nazionale
Nel 2014 debutta con la nazionale belga, partecipando al World Grand Prix e al campionato mondiale.

## Palmarès

### Club
- Campionato belga: 3

2013-14, 2014-15, 2015-16
- Coppa del Belgio: 3

2013-14, 2014-15, 2015-16
- Coppa di Germania: 1

2017-18
- Supercoppa belga: 1

2014